# ریچارد بلومفیلد
ریچارد بلومفیلد (انگلیسی: Richard Bloomfield؛ زاده ۲۷ آوریل ۱۹۸۳) یک تنیس‌باز اهل بریتانیا است.